# 阿爾圖納 (堪薩斯州)
阿爾圖納（英語：Altoona）是一個位於美國堪薩斯州威爾遜縣的城市。

## 地方資料
根據2020年美國人口普查的數據，阿爾圖納的面積為1.39平方千米，當中陸地面積為1.38平方千米，而水域面積為0.01平方千米。當地共有人口354人，而人口密度為每平方千米254.68人。